# Heinrich Draeger
Heinrich Draeger (* 4. März 1907 in Bilsdorf (Saar); † 6. April 1991 in Völklingen) war ein deutscher Politiker und Mitglied der CDU.

## Leben und Beruf
Nach dem Abitur 1927 auf dem Humanistischen Gymnasium in Saarlouis (heute „SGS - Saarlouiser Gymnasium am Stadtgarten“) studierte Draeger, der römisch-katholischen Glaubens war, Maschinenbau in Karlsruhe und schloss das Studium 1932 mit dem Diplom ab. Er arbeitete zunächst in der Eisenverhüttungsindustrie und später im Flugzeugbau, u. a. bei den Junkers-Werken in Dessau. 1946 verließ Draeger die sowjetische Besatzungszone und kehrte in das Saarland zurück, wo er zunächst als selbständiger Ingenieur arbeitete. In den 1950er Jahren wurde er Dozent an der „Staatlichen Ingenieurschule Saarbrücken“. Draeger war verheiratet und hatte zwei Kinder.
Er war Mitglied der katholischen Studentenverbindungen KDStV Normannia Karlsruhe und KDStV Carolus Magnus Saarbrücken, beide im CV.

## Partei
Zum 1. Mai 1933 trat Draeger der NSDAP bei (Mitgliedsnummer 2.527.273). Im Vorfeld der ersten Saarabstimmung 1935 kämpfte Draeger für die Einheitspartei Deutsche Front, in der die Saar-NSDAP aufgegangen war und die nach dem erfolgten Anschluss an das Deutsche Reich ihrerseits wiederum in der NSDAP aufging. Nach der Zulassung der CDU 1955 trat er dieser bei und engagierte sich in ihr für die Ablehnung des Saarstatuts.

## Abgeordneter
Draeger zog nach der Bundestagswahl 1957 in den Bundestag ein, ebenso 1961, 1965 und 1969. 
Er war von 1957 bis 1972 – stets als Direktkandidat für den Wahlkreis Saarbrücken-Land – Abgeordneter des Deutschen Bundestages.
Vor der Bundestagswahl 1969 erregte Draeger öffentliche Aufmerksamkeit, als er gemeinsam mit drei weiteren CDU-Parlamentariern in einem wehrpolitischen Schwerpunktprogramm „eine Art Reichsarbeitsdienst für die Wehrunwilligen“ – so die Formulierung des Nachrichtenmagazins Der Spiegel – für Wehrdienstverweigerer forderte.
Von 1966 bis 1973 gehörte er der Beratenden Versammlung des Europarates an, von 1966 bis 1970 als Ersatzmitglied.

## Ehrungen
- 1972: Großes Verdienstkreuz der Bundesrepublik Deutschland
- 1977: Saarländischer Verdienstorden[5]